# Cucuceni
Cucuceni – wieś w Rumunii, w okręgu Bihor, w gminie Rieni. W 2011 roku liczyła 88 mieszkańców.